# Бражківка
Бра́жківка — село в Україні, у Оскільській сільській територіальній громаді Ізюмського району Харківської області. Населення становить 170 осіб. Розташоване за 20 кілометрів від районного центру Ізюма. Населення становить 330 осіб.

## Географія
Село Бражківка знаходиться на відстані 2 км від села Сулигівка, по селу протікає пересихаючий струмок, один з витоків річки Греківка (права притока Сіверського Дінця). На північно-західній стороні від села бере початок балка Комишуваха. На відстані 1 км проходить автомобільна дорога Т 2122.

## Історія
Наприкінці XIX століття вихідцями з сіл Довгеньке і Мала Комишуваха було засноване село Бражківка. У 1897 село налічувало 26 дворів.
На території сільради знаходяться: Сулигівська ЗОШ І-ІІ ступені, 2 крамниці, 2 ФАПи, відділення зв'язку, сільський клуб, бібліотека та сільськогосподарське підприємство ТОВ «Анна».
У 1959 році чотири колгоспи були об'єднані в один — ім. Чапаєва. У 60-х роках ХХ століття Бражківська та Вірнопільська сільради були об'єднані в одну з центром в селі Бражківка, головою якої був Шастало Павло Іванович. У 1965 колгосп очолив І. П. Дергальов і після виходу указу уряду про укрупнення господарств колгосп ім. Чапаєва було приєднано до колгоспу ім. Шевченка, який очолив голова правління Шевченко Василь Петрович. У цей час села Вікнено та Довгий Яр були визнані неперспективними, у них позакривалися ФАПи, магазини. Поступово почали виїжджати жителі, багато з них осіли в Бражківці. У 1989 знову було відновлено колгосп ім. Чапаєва, головою правління було обрано Харченка Миколу Миколайовича. В 90-х роках ХХ ст. села Бражківка та Сулигівка були газифіковані. Колгосп ім. Чапаєва було ліквідовано у 2000 році.
12 червня 2020 року, розпорядженням Кабінету Міністрів України № 725-р «Про визначення адміністративних центрів та затвердження територій територіальних громад Харківської області», увійшло до складу Оскільської сільської територіальної громади.
19 липня 2020 року, в результаті адміністративно-територіальної реформи та ліквідації Ізюмського району (1923—2020), село увійшло до складу новоутвореного Ізюмського району. 
3 квітня 2022 року село окупували російські війська. 28 серпня, згідно з повідомленням Генштабу ЗСУ, Бражківка знаходиться під контролем ЗСУ 

## Населення
Згідно з переписом УРСР 1989 року чисельність наявного населення села становила 155 осіб, з яких 66 чоловіків та 89 жінок.
За переписом населення України 2001 року в селі мешкало 170 осіб.

### Мова
Розподіл населення за рідною мовою за даними перепису 2001 року:
| Мова       | Відсоток |
| ---------- | -------- |
| українська | 88,24 %  |
| російська  | 4,71 %   |
| інші       | 7,05 %   |

## Економіка
- Молочно-товарна і вівце-товарна ферми.
- Парники.
- «Анна», ТОВ.